# Кокуленко Олег Станіславович
Оле́г Станісла́вович Кокуленко — сержант Збройних сил України.
Активіст Кіровоградського Євромайдану. У 2015-му брав участь в боях в Майорську. 17-й окремий мотопіхотний батальйон. Член Кропивницької міської ГО «Бойове братерство».

## Нагороди
За особисту мужність і героїзм, виявлені у захисті державного суверенітету та територіальної цілісності України, вірність військовій присязі під час російсько-української війни, відзначений — нагороджений
- 27 червня 2015 року — орденом «За мужність» III ступеня.